# 霍尔希姆集团
霍尔希姆集团（Holcim Group，合法名称写作Holcim Limited），原名拉法基霍爾希姆（LafargeHolcim Ltd），是一家瑞士建材公司，2015年7月10日由拉法基和霍爾希姆合併而成。

## 歷史
2014年4月7日，拉法基和霍爾希姆和宣佈將合併，次年7月10日合併完成。
2021年5月，LafargeHolcim Ltd更名为Holcim Ltd。
2021年9月27日，Holcim (OTCPK:HCMLY) 旗下LafargeHolcim收购了美国犹他州 Coalville 的 Utelite Corporation，该公司是膨胀页岩轻质骨料的生产商。Utelite 的 40 多名员工为美国西部和加拿大西部的客户提供服务。 

### 丑闻
2016年6月，《法國世界報》報道稱該公司在2013年至2014年間曾向ISIS支付稅金，以維持其敘利亞工廠的運作。2017年4月，該公司的CEO艾力克·奧爾森（Eric Olsen）引咎辭職。但贝克·麦坚时的調查顯示，奧爾森其實只是替罪羊。

## 外部連接
- 官方网站